# Max Krombach
Max Krombach, eigentlich Paul Peter Krombach (* 15. Januar 1867 in München; † 9. November 1947 in Reichenbach, Landkreis Roding, Oberpfalz), war ein deutscher Genre-, Pferde- und Landschaftsmaler, Zeichner und Illustrator.

## Leben

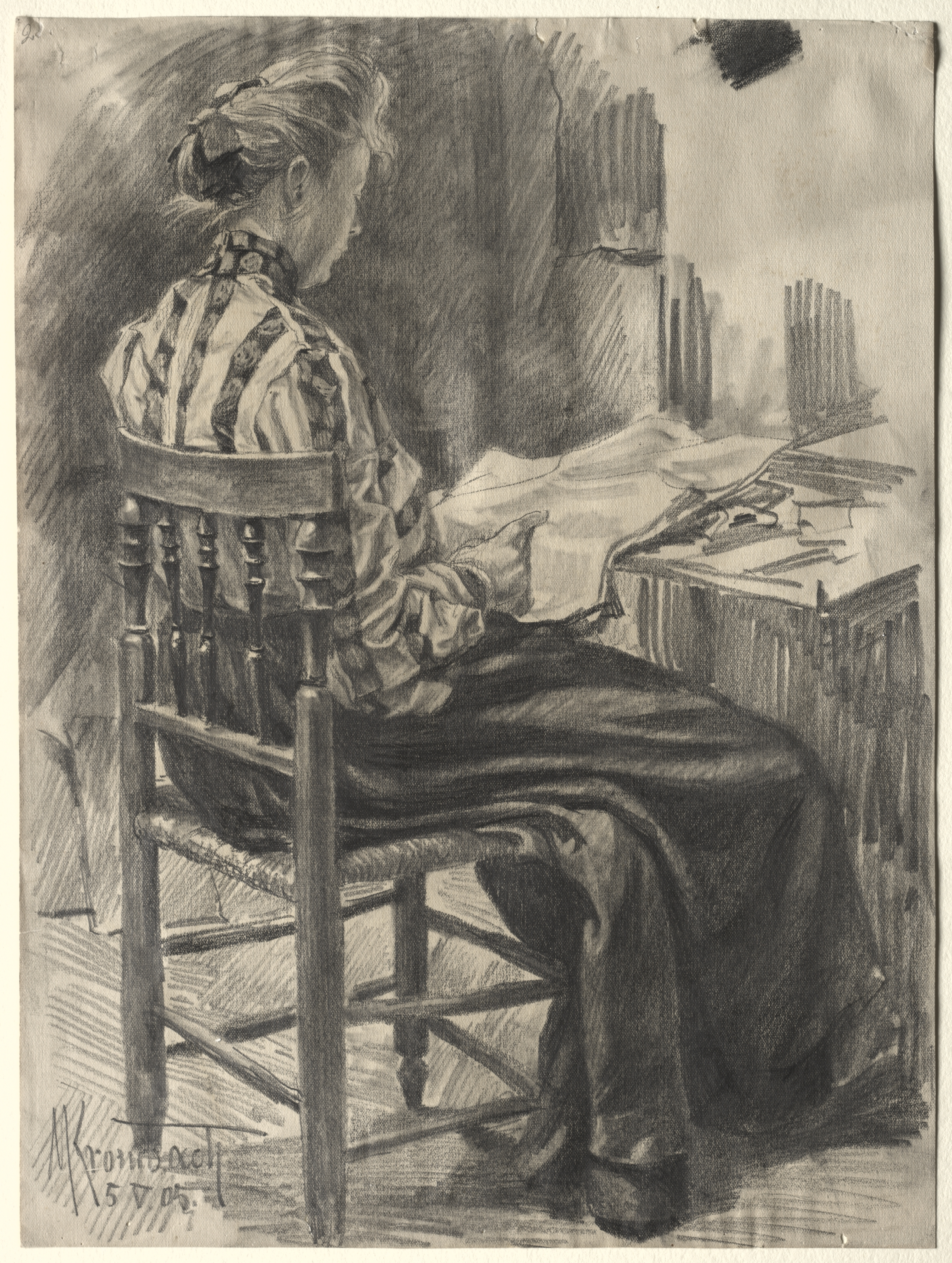
Lesende Frau, Zeichnung 1905, Cleveland Museum of Art

Krombach war Schüler des Münchner Genremalers und Zeichners Heinz Heim, ehe er sich am 21. April 1884 an der Königlichen Akademie der Bildenden Künste seiner Vaterstadt für das Studium in der Naturklasse einschrieb. Er bereiste Deutschland und Österreich und arbeitete vier Jahre in Düsseldorf. In München wurde er Mitarbeiter der Zeitschrift Fliegende Blätter. Ferner belieferte er die Zeitschrift Jugend.